# Дюмустье, Жоффруа
Жоффруа Дюмустье (фр. Geoffroy Dumonstier; ок. 1500 (или 1510), Сент-Этьен-дю-Рувре — 13 октября 1573, Париж) — французский художник-миниатюрист, рисовальщик и гравёр, декоратор, придворный художник королей из династии Валуа, представитель большой художественной семьи. Находился на службе Франциска I, Генриха II, Елизаветы Австрийской, Екатерины Медичи и Луизы Лотарингской.

## Биография
Жоффруа родился в Сент-Этьен-дю-Рувре на севере Франции, в Нормандии в семье художника-миниатюриста Жана Дюмустье, был братом художников-ювелиров Космы I и Местона Дюмустье. Первые документы, упоминающие его имя, относятся к 4 октября и 17 ноября 1535 года. Они связаны с проблемами недвижимости, доставшейся ему и его братьям после смерти их отца. Жоффруа Дюмустье был иллюминатором (иллюстратором манускриптов) кардинала Жоржа II Д’Амбуаза, затем переехал в Фонтенбло, где работал между 1537 и 1540 годами (возможно и дольше),
Вместе с Россо Фьорентино, выполняя заказы короля Франциска I, Жоффруа Дюмустье стал одним из ведущих художников школы Фонтенбло. Находился под значительным влиянием творчества Россо Фьорентино. Исследователи находят в его работах также влияние Полидоро да Караваджо. Один из рисунков художника вдохновлён росписью плафона Сикстинской капеллы в Ватикане; он не основан непосредственно на фреске Микеланджело, но является отголоском альтернативного варианта фрески или её копии.
В 1549 году имя Жоффруа Дюмустье упоминается в «Хронологии знаменитого города Ротомагенсиса» (Chronologia inclytæ Urbis Rothomagensis) адвоката парламента Де Ла Марка как одного из самых известных живописцев Руана. Современники высоко ценили выполненные им гравюры. Пьер-Жан Мариетт приписывал ему некоторые гравюры, обнаруженные в Национальной библиотеке Франции (они датируются 1543 и 1547 годами). Жоффруа также делал рисунки витражей.
Жоффруа имел многочисленное потомство, его сыновья Этьен Дюмустье и Косм II Дюмустье, стали, как и отец, известными художниками. Жоффруа Дюмустье скончался в 1573 году в Париже, являясь придворным художником короля, был похоронен 13 октября на кладбище Невинных младенцев.

## Наследие художника
Графический автопортрет Жоффруа Дюмустье хранится в санкт-петербургском Эрмитаже (1550, карандаш, сангина, мелки по серой бумаге). Жоффруа Дюмустье приписываются двадцать шесть гравюр, выполненных между 1543 и 1547 годами, изображающих религиозные или мифологические сюжеты в стиле школы Фонтенбло, вдохновлённые композициями Россо, а также рисунки (Британский музей, Лувр и École nationale supérieure des Beaux-arts), эскизы, миниатюры Heures de Henri de France (Вена, Национальная библиотека), витражи церкви Saint-Acheul d'Écouen и капеллы замка Écouen.
Жоффруа Дюмустье — художник драматического дарования, он использовал резкие контрасты света и тени. Его индивидуальный стиль необычен для своего времени, он крайне экспрессивен, графическая манера художника столь лаконична, что кажется грубой и даже неумелой. Нервные штрихи переходят в небрежные пятна, автору «свойственны широта восприятия мира и буйный темперамент».

Миниатюра с изображением Страшного Суда, Христа в окружении апостолов и Девы Марии в верхней части. В центре: притча о милосердии, богаче и бедном Лазаре. Ок. 1552. Пергамент, гуашь, золочение. Руан
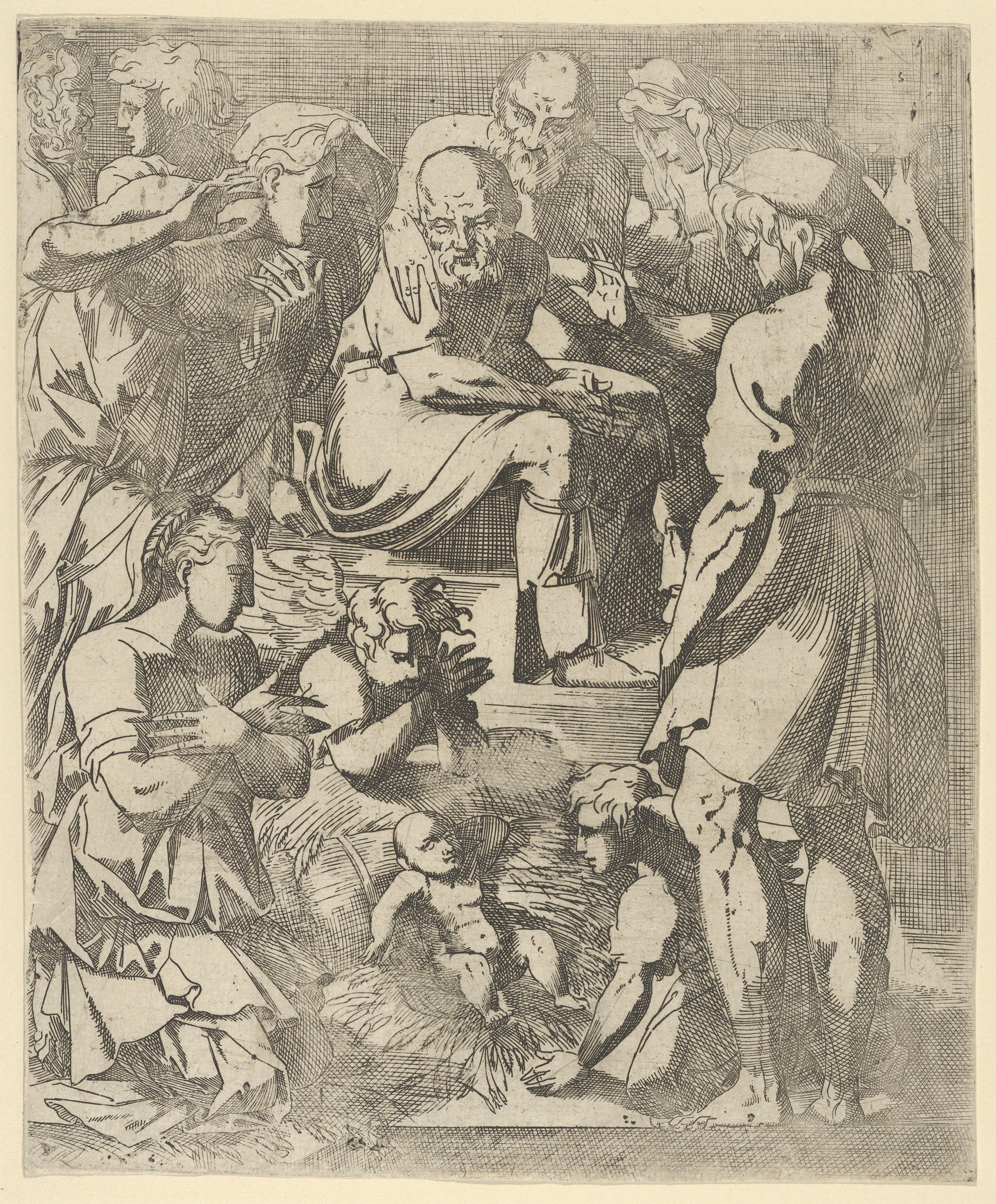
Рождество. Между 1544 и 1548. Офорт. Метрополитен-музей, Нью-Йорк
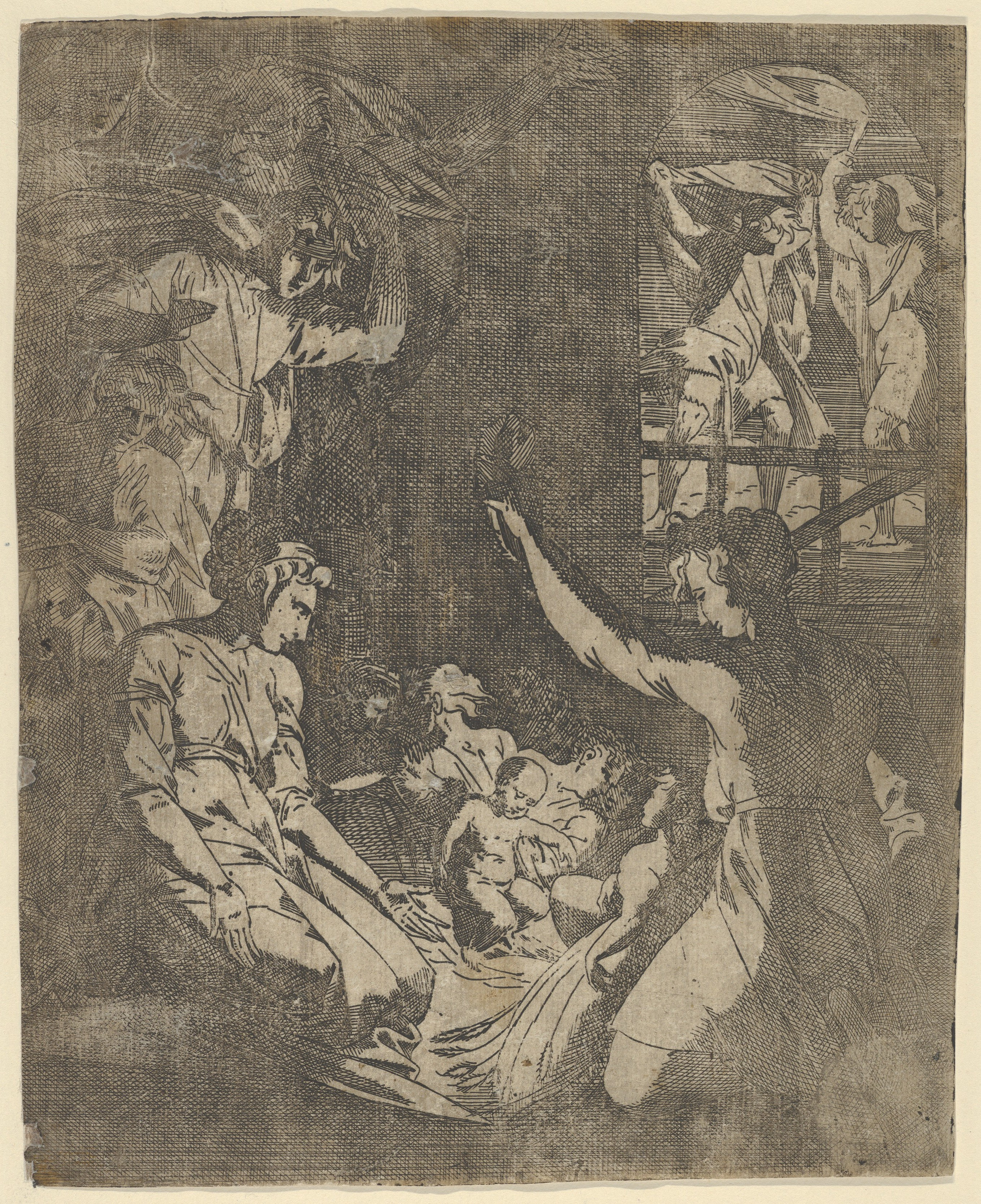
Рождество. Между 1530 и 1573. Офорт. Метрополитен-музей, Нью-Йорк
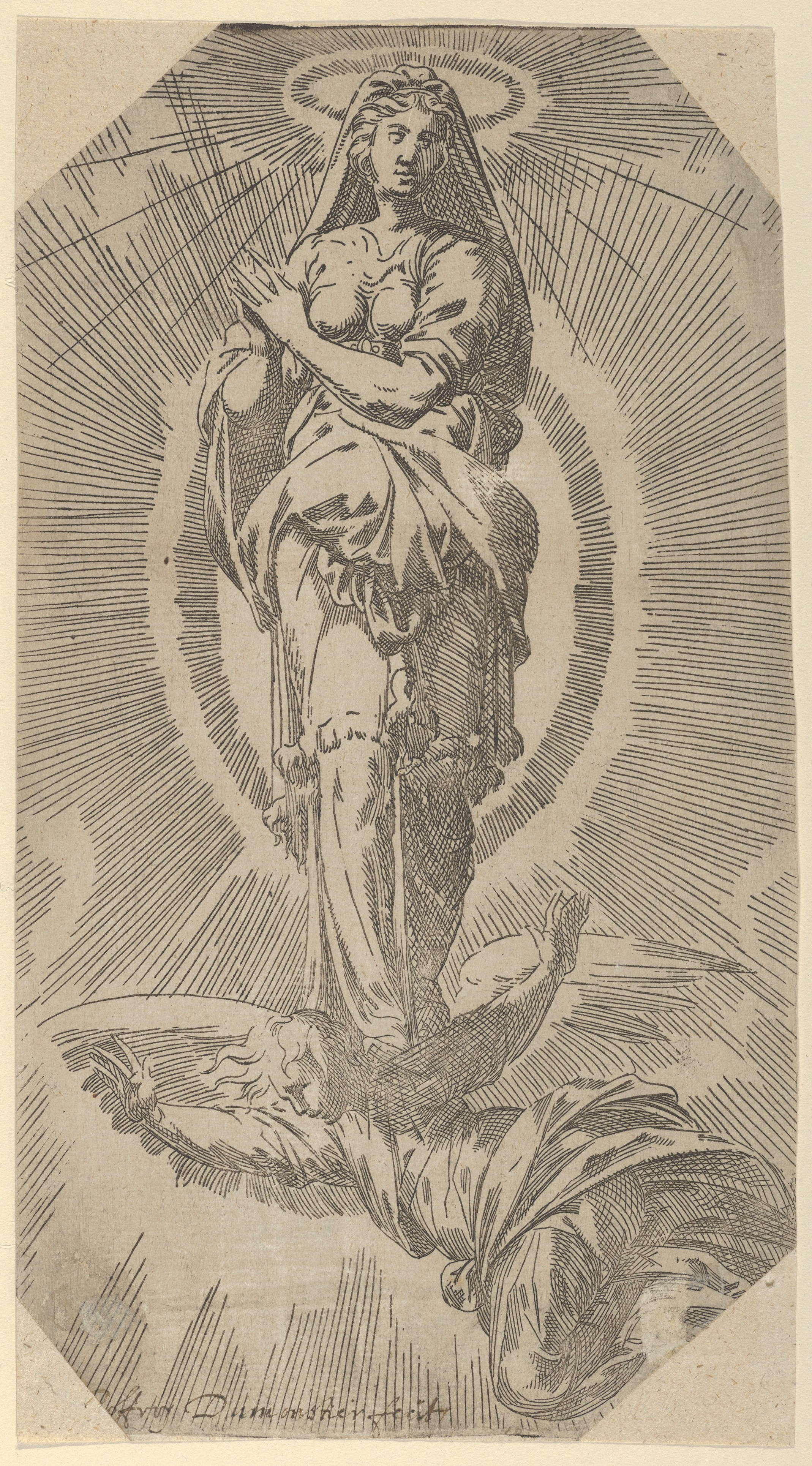
Вознесение Девы. Между 1535 и 1573. Офорт. Метрополитен-музей, Нью-Йорк
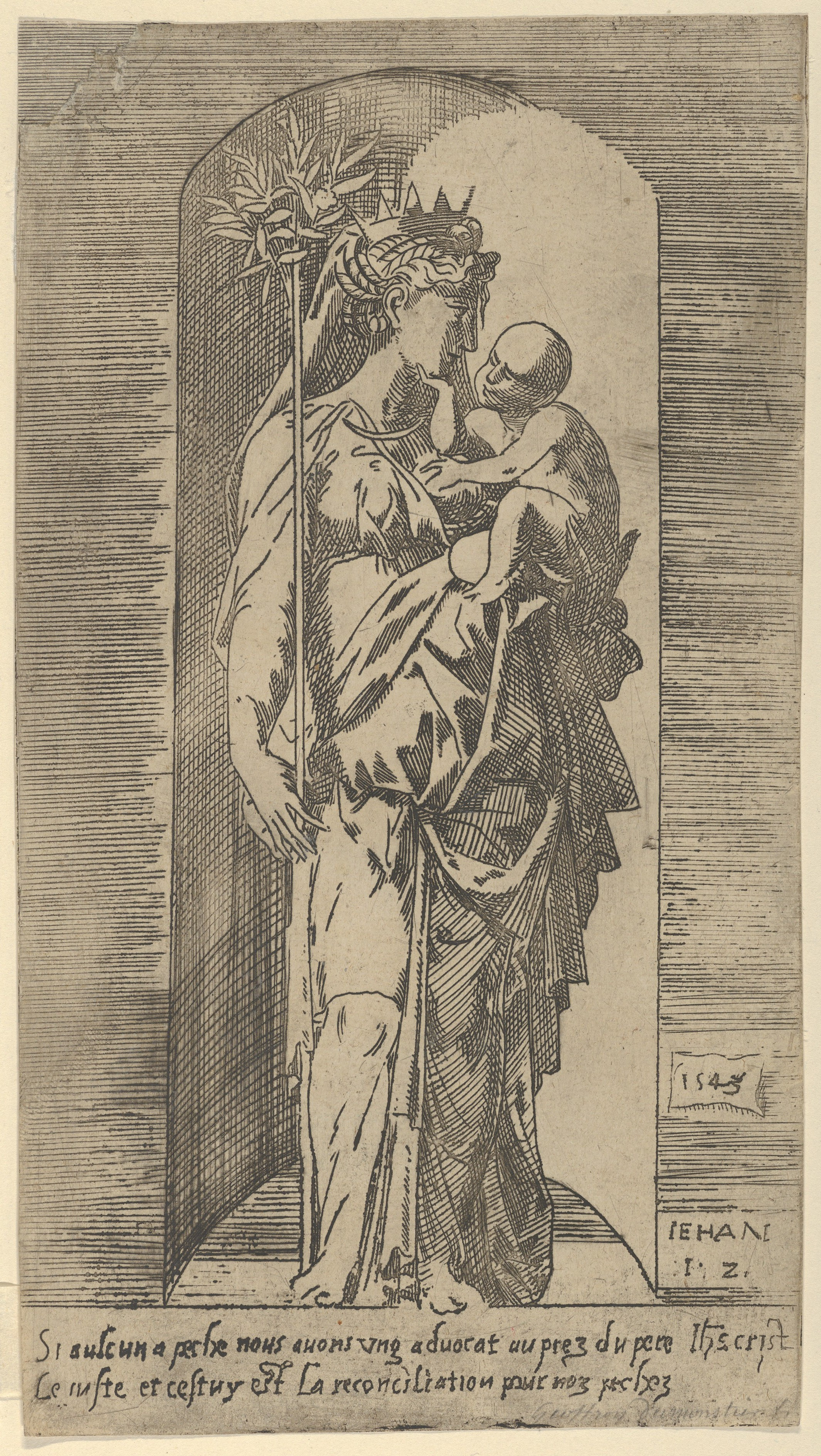
Дева Мария с Младенцем в нише. 1543. Офорт. Метрополитен-музей, Нью-Йорк